# Belmont (Massachusetts)
Belmont és una població dels Estats Units a l'estat de Massachusetts. Segons el cens del 2007 tenia 23.356 habitants.

## Demografia
Segons el cens del 2000, Belmont tenia 24.194 habitants, 9.732 habitatges, i 6.452 famílies. La densitat de població era de 2.004,6 habitants per km².
Dels 9.732 habitatges en un 31% hi vivien nens de menys de 18 anys, en un 54,9% hi vivien parelles casades, en un 8,8% dones solteres, i en un 33,7% no eren unitats familiars. En el 25,9% dels habitatges hi vivien persones soles l'11,9% de les quals corresponia a persones de 65 anys o més que vivien soles. El nombre mitjà de persones vivint en cada habitatge era de 2,45 i el nombre mitjà de persones que vivien en cada família era de 3,01.
Per edats la població es repartia de la següent manera: un 22,7% tenia menys de 18 anys, un 4,5% entre 18 i 24, un 31% entre 25 i 44, un 25,1% de 45 a 60 i un 16,7% 65 anys o més.
L'edat mediana era de 40 anys. Per cada 100 dones de 18 o més anys hi havia 82,8 homes.
La renda mediana per habitatge era de 80.295 $ i la renda mediana per família de 95.057$. Els homes tenien una renda mediana de 64.579 $ mentre que les dones 45.505$. La renda per capita de la població era de 42.485$. Entorn del 3,6% de les famílies i el 4,4% de la població estaven per davall del llindar de pobresa.